# Songrim
Songrim (ook geschreven als Songnim) (Koreaans: 송림) is een havenstad in het westen van Noord-Korea met circa 130.000 inwoners. De stad ligt in de provincie Hwanghae-pukto aan de rivier Taedong die in de Gele Zee (meer speciaal de Koreabaai) uitmondt. Het is een centrum van de staalindustrie.

## Geschiedenis
Tot 1910 heette de plaats Solme (솔메) en was het een arm vissersdorp.

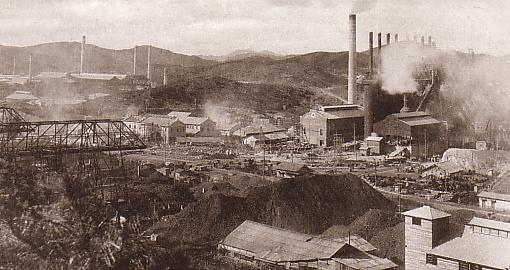
Mitsubishi-ijzer- en staalbedrijf in Kenjiho in de Japanse koloniale tijd (foto van voor 1945)

Van 1910 tot 1945 was Korea een kolonie van Japan. In deze periode heette de plaats Kenjiho. In 1916 werd een ijzergieterij gevestigd. Door de zich ontwikkelende staalindustrie groeide Kenjiho snel uit tot een stad.
In 1947 verkreeg de stad de naam Songrim. Tijdens de Korea-oorlog werd Songrim door bombardementen volledig verwoest.
Momenteel behoort Songrim tot de industriële zone van Pyongyang.

## Klimaat
Songrim heeft een warm landklimaat met droge winters, code Dwa volgens de klimaatclassificatie van Köppen. De gemiddelde maximumtemperatuur overdag bedraagt in januari -0,5°C en in augustus 28,5°C. Het nachtelijk minimum in januari is -10,4°C. De jaarlijkse neerslag is gemiddeld 950 mm. De droogste maand is januari met 12 mm; juli komt gemiddeld tot 292 mm en augustus bijna 200 mm.